# Marquesado de Vadillo
El marquesado de Vadillo, a veces escrito como marquesado del Vadillo, es un título nobiliario español creado por el rey Felipe V el 4 de abril de 1712 (Real Despacho de 17 de agosto) en favor de Francisco Antonio de Salcedo y Aguirre, corregidor de Madrid, así como superintendente general de Hacienda y de Rentas Reales.

## Nombre
El título nobiliario del marquesado de Vadillo se debe a El Vadillo, nombre de una pequeña aldea hoy despoblada y prácticamente desaparecida entre los municipios de La Póveda de Soria y de Almarza, en la provincia de Soria.

## Marqueses de Vadillo
|                       | Titular                                                  | Periodo               |
| Creación por Felipe V | Creación por Felipe V                                    | Creación por Felipe V |
| --------------------- | -------------------------------------------------------- | --------------------- |
| I                     | Francisco Antonio de Salcedo y Aguirre                   | 1712-1729             |
| II                    | María Polonia de Salcedo y Aguirre                       | 1729-?                |
| III                   | José Antonio de Salcedo y Salcedo                        | ?-1750                |
| IV                    | José Bartolomé de Salcedo y Salcedo                      | 1750-1760             |
| V                     | María del Pilar de Salcedo Arizcun y Beaumont            | 1760-1806             |
| VI                    | María Dolores González de Castejón y Salcedo             | 1806-1825             |
| VII                   | Pedro Manuel González de Castejón y González de Castejón | 1825-1878             |
| VIII                  | Francisco Javier González de Castejón y Elío             | 1879-1919             |
| IX                    | Pedro González de Castejón y Entrala                     | 1920-1938             |
| X                     | Francisco Javier González de Castejón y Jaraquemada      | 1938-1994             |
| XI                    | María Dolores González de Castejón y Larrañaga           | 1995-1996             |
| XII                   | Francisco Javier González de Castejón y Larrañaga        | 1996-pres.            |

## Historia de los marqueses de Vadillo
I. Francisco Antonio de Salcedo y Aguirre (San Andrés de Soria, 16 de octubre de 1646-Madrid, 24 de junio de 1729), i marqués de Vadillo.
Casó el 8 de enero de 1674 con su tía-prima Isabel Manuela de Tordoya y Salcedo (1650-1715). Tuvieron ocho hijos. A su muerte habían fallecido gran parte de sus hijos, por lo que no tenía descendencia masculina. En el mayorazgo del Vadillo le sucedió su sobrino, Luis Ángel de Salcedo y Río, pero en el título le sucedió:
II. María Polonia de Salcedo y Aguirre, ii marquesa de Vadillo.
Probablente, sobrina del anterior. Casó con su primo, Francisco de Salcedo y Camargo. Le sucedió su hijo:
III. José Antonio de Salcedo y Salcedo (o de Salcedo Camargo y Aguirre), iii marqués de Vadillo.
Casó en 1735 con Nicolasa de Hoces Fernández de Córdoba y Torquemada, sin descendencia. Le sucedió su hermano:
IV. José Bartolomé de Salcedo y Salcedo (o de Salcedo Camargo y Aguirre) (Soria, 1 de septiembre de 1706-3 de octubre de 1760), iv marqués de Vadillo.
Casó en 1752 con Francisca de Arizcun Beaumont y Ezpeleta (1725-1772), hija del vizconde de Arberoa y barón de Beorlegui. Le sucedió su hija:
V. María del Pilar de Salcedo Arizcun y Beaumont (Soria, 19 de octubre de 1755-Barillas, 13 de mayo de 1806), v marquesa de Vadillo, xi vizcondesa de Arberoa y xiii baronesa de Beorlegui.
Casó en primeras nupcias con Manuel Carrillo González de Ocampo. No tuvieron descendencia.
Casó en segundas nupcias con Francisco González de Castejón y Veráiz, con descendencia.
Le sucedió su hija:
VI. María Dolores González de Castejón y Salcedo (Soria, 30 de agosto de 1790-Soria, 18 de agosto de 1825), vi marquesa de Vadillo, xii vizcondesa de Arberoa y xiv baronesa de Beorlegui.
En 1831 se casó con su tío, Pedro González de Castejón y Veráiz (1776-1848), caballero de la Orden de San Juan de Jerusalén. Le sucedió su hijo:
VII. Pedro Manuel González de Castejón y González de Castejón (1812-1878), vii marqués de Vadillo.
Casó con Manuela María de Elío y Mencos, hija de los marqueses de Vessolla. Le sucedió su hijo:
VIII. Francisco Javier González de Castejón y Elío (Pamplona, 25 de mayo de 1848-Madrid, 25 de noviembre de 1919), viii marqués de Vadillo, xiv vizconde de Arberoa, xiv barón de Beorlegui y caballero gran cruz de la Orden de Isabel la Católica. Fue ministro de la Corona en varias ocasiones y director general de lo Contencioso del Estado.
Casó con María Emilia de Entrala y Lannoy (1856-1924). Le sucedió su hijo:
IX. Pedro González de Castejón y Entrala (1878-1938), ix marqués de Vadillo, xv vizconde de Arberoa.
Casó con María Amparo Jaraquemada y Quiñones, hija de los marqueses de Lorenzana. Le sucedió su hijo:
X. Francisco Javier González de Castejón y Jaraquemada (1906-1994), x marqués de Vadillo, xvi vizconde de Arberoa. La Diputación Permanente y Consejo de la Grandeza de España le concedió la sucesión provisional tras el fallecimiento de su padre, la cual fue convalidada por la dictadura en 1951.
Casó en 1939 con María Luisa Larrañaga y Badía. Le sucedió su hija:
XI. María Dolores González de Castejón y Larrañaga (Barcelona, 1944), xi marquesa de Vadillo.
Le sucedió, por cesión, su hermano:
XII. Francisco Javier González de Castejón y Larrañaga (Hospitalet de Llobregat, 12 de septiembre de 1940), xii marqués de Vadillo, xvii vizconde de Arberoa.
Casado en primeras nupcias con María José Trullols y Gil-Delgado. Con descendencia.
Casado en segundas nupcias con Rosa María García Santamaría y Nagore.